# Bølling (plaats)
Bølling is een plaats in de Deense regio Midden-Jutland, gemeente Ringkøbing-Skjern. De plaats telt 215 inwoners (2008).